# Erland Harold Hedrick
Erland Harold (E.H.) Hedrick (ur. 9 sierpnia 1894, zm. 20 września 1954) – amerykański polityk i lekarz, działacz Partii Demokratycznej.
Urodził się w Barn w hrabstwie Mercer w Wirginii Zachodniej. Uczęszczał do szkół publicznych oraz Beckley Institute. Ukończył medycynę na University of Maryland w Baltimore (1917). W latach 1917–1919 służył w szeregach korpusu medycznego US Army, gdzie dosłużył się stopnia porucznika.
W latach 1919–1944 prowadził prywatną praktykę lekarską w Beckley. Poza tym równocześnie był też inspektorem medycznym w administracji ds. weteranów (1919–1944).
Między 1927 a 1932 pełnił funkcję miejskiego i powiatowego inspektora służby zdrowia, a także kierownika sanatorium (1943–1944).
W listopadzie 1944 wybrano go, z ramienia Partii Demokratycznej, na członka Izby Reprezentantów Stanów Zjednoczonych z 6. okręgu wyborczego Wirginii Zachodniej. Zasiadał tam od 3 stycznia 1945 do 3 stycznia 1953, a więc osiem lat (cztery dwuletnie kadencje kongresmena, od 79. do 82. Kongresu).
Nie ubiegał się o ponowny wybór w 1952, gdyż starał się o nominację na gubernatora. Przegrał jednak w demokratycznych prawyborach (ich zwycięzca, prokurator generalny stanu William C. Marland, został wówczas wybrany na to stanowisko). Zwolnione miejsce Hedricka w Izbie zajął stanowy legislator, demokrata Robert Byrd, który od 1959 aż do swej śmierci w 2010 pełnił funkcję Senatora Stanów Zjednoczonych. Był też trzykrotnie przewodniczącym pro tempore tej izby).
Po odejściu z życia politycznego Hedrick zajmował się biznesem i medycyną. Zmarł w Beckley i jest pochowany na Sunset Memorial Park.